# Radek Faksa
Radek Faksa (Opava, 9 gennaio 1994) è un hockeista su ghiaccio ceco.

## Carriera
Cresciuto nell'HC Oceláři Třinec, dal 2011 al 2013 ha vestito la maglia dei Kitchener Rangers in OHL. Per l'annata 2012/13 ha militato in AHL con i Texas Stars, mentre nel 2013/14 ha indossato le maglie di Kitchener Rangers, Sudbury Wolves e Texas Stars. È rimasto in quest'ultimo club fino alla stagione 2015/16, quando si è trasferito in NHL con i Dallas Stars.
Con la nazionale della Repubblica Ceca ha preso parte ai campionati mondiali nel 2016.